# Urandiborid
Uranborid (UB2), en förening av uran och bor, är ett mycket stabilt glasartat boridmaterial som är olösligt i vatten.
Det utforskas som en ingrediens i legeringar med hög entropi, och som en metod för att immobilisera uranbaserat radioaktivt avfall och göra det säkert för långtidslagring. Den har vissa tillämpningar inom brakyterapi, en metod för strålbehandling där radioaktiva mikrosfärer implanteras direkt i behandlingsstället och får stanna kvar under en längre tid. Denna materialklass kan också användas eftersom den inte skulle attackeras in situ.
Det betraktas som ett kärnbränslematerial eftersom det har hög densitet och värmeledningsförmåga.